# Maria Aurora von Spiegel
Maria Aurora von Spiegel, född Fatima, född 1681, död efter 1733, mätress till kung August den starke.
Då de kejserliga trupperna erövrade turkiska Ofen 1686 delades den turkiska egendomen mellan segrarna, och den svenske friherren Alexander von Erskine (d. 1687), då i kejserlig tjänst, tilldelades slavinnorna Roosia, Eisia, Eminé och Fatima; Fatima sade sig ha varit gift med en imam. Erskine återvände sedan till Sverige med Philip Christoph Königsmarck, och gav Fatima som present till Philips syster Aurora Königsmarck. Den 7 november 1686 blev de fyra kvinnorna döpta i tyska församlingen i Stockholm. Fatima hade Aurora, den blivande Karl XII, riksmarskalken greve Stenbock, fältmarskalken greve Otto Wilhelm Königsmarck, grevarna Erik Stenbock och Philip Königsmarck, baron Alexander Erskine, grevinnorna Beata Elisabeth De la Gardie, född Königsmarck, Lisa De la Gardie, född Oxenstierna, Maria Lillie, född Stenbock, Hedvig Oxenstierna, född De la Gardie, Görel Lewenhaupt, född Sparre, och Ebba Banér, född Lewenhaupt som faddrar. Även prisessorna Hedvig Sofia och Ulrika Eleonora närvarade.
Fatima döptes till Maria Aurora efter Aurora Köngismarck. Aurora Köngismarck undervisade henne i etikett, något som tack vare hennes intelligens sades ha varit lätt, och hon blev snart omtyckt som sällskap; vänskapen mellan de två kvinnorna sades trotsa fördomarna. Hon kallades allmänt »die Marie Aurora». Hon följde Aurora Köngismarck till Tyskland och Polen, där Aurora Königsmarck blev mätress till kung August, och var ofta närvarande under Augusts II:s besök hos Königsmarck. År 1701 blev hon Augusts mätress. Han gifte bort henne med sin kammartjänare Spiegel, som blev adlad och utnämnd till överstelöjtnant. August erkände sina barn med henne, något han inte alltid gjorde, tycktes ha varit förälskad i henne och återvände ofta till henne till och från; själv tycks hon ha varit likgiltig för att han hade andra älskarinnor, något som har gissats bero på att hon var uppfostrad i en kultur där harem var vanligt. Även sedan förhållandet med honom upphört, var hon en av centralfigurerna vid det saxiska hovet, och var vän med den inflytelserika kronstorskattmästarinnan Przebendowska, gunstlingen greve Flemings nära släkting. När kungen dog, testamenterade han 8,000 talers årsränta till henne.
Hon hade två barn; Greve Fredrik August Rutowsky, född 1702, militär i fransk, savoyisk och preussisk tjänst och sachsisk generalfältmarskalk, samt dottern Catharina, född 1706, först gift med polacken greve Michael Bielinsky, bror till Augusts mätress grevinnan Dönhoff, och sedan med franske greve Claude de Bellegarde.